# Gare de Cercottes
La gare de Cercottes est une halte ferroviaire française de la ligne de Paris-Austerlitz à Bordeaux-Saint-Jean, située sur le territoire de la commune de Cercottes, dans le département du Loiret, en région Centre-Val de Loire.
C'est une halte de la Société nationale des chemins de fer français (SNCF) desservie par les trains du réseau TER Centre-Val de Loire.

## Situation ferroviaire
Établie à 124 m d'altitude, la gare de Cercottes est située au point kilométrique (PK) 112,081 de la ligne de Paris-Austerlitz à Bordeaux-Saint-Jean, entre les gares ouvertes de Chevilly et Les Aubrais.

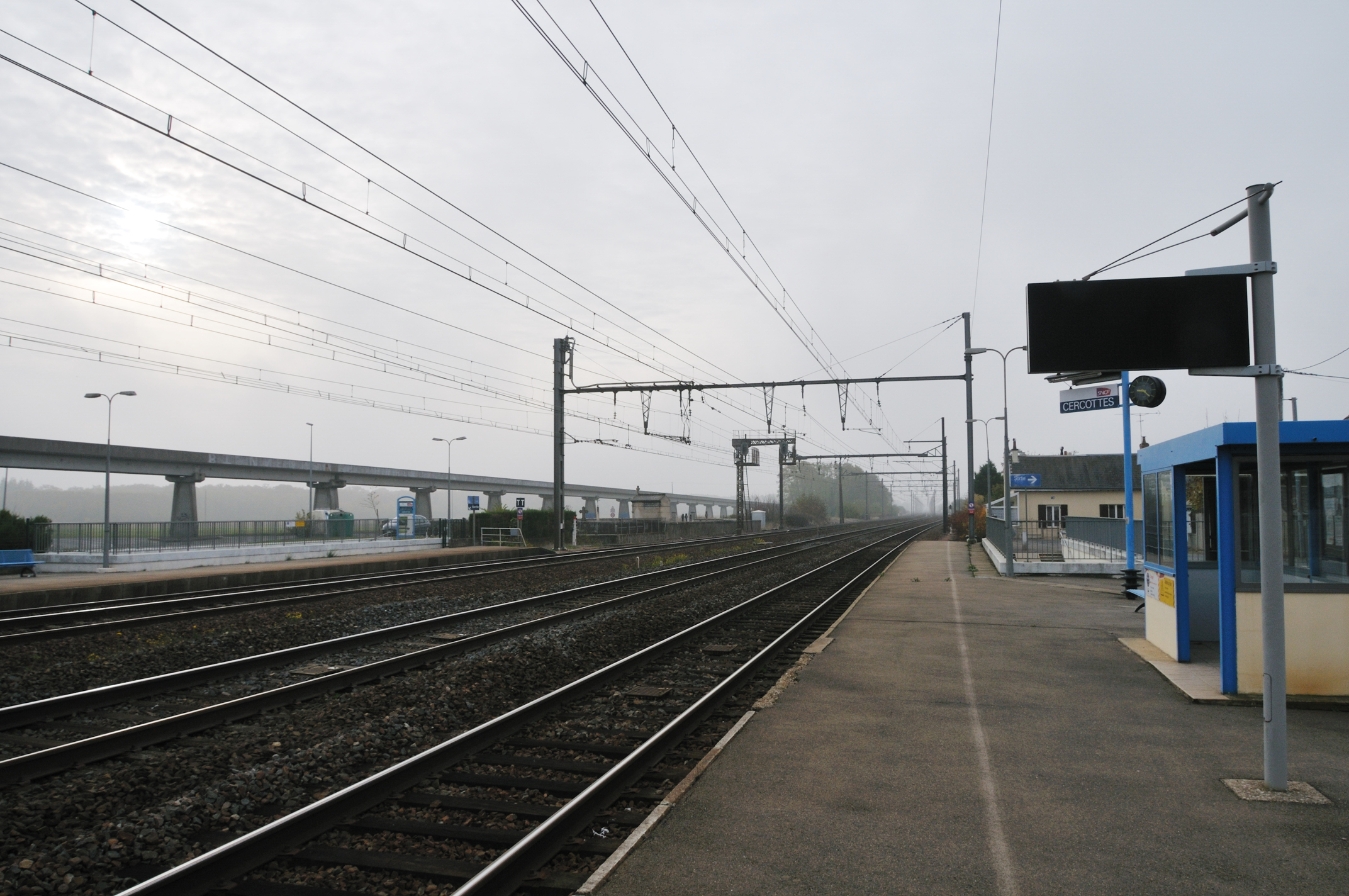
Vue sur les voies ferrées.

## Histoire
La gare est ouverte le 5 mai 1843.

### Fréquentation
Selon les estimations de la SNCF, la fréquentation annuelle de la gare figure dans le tableau ci-dessous.
| Année               | 2015   | 2016   | 2017   | 2018   | 2019   | 2020   |
| ------------------- | ------ | ------ | ------ | ------ | ------ | ------ |
| Nombre de voyageurs | 29 910 | 29 410 | 31 548 | 36 191 | 42 501 | 36 970 |

## Service des voyageurs

### Accueil
Elle est équipée de deux quais latéraux qui sont encadrés par quatre voies. Le changement de quai se fait par un passage souterrain.

### Desserte
La gare est desservie par des trains du réseau TER Centre-Val de Loire (ligne Paris - Orléans), à raison de sept allers et six retours. Les trajets sont assurés par des rames tractées. Le temps de trajet est d'environ 1 heure 25 minutes depuis Paris-Austerlitz et 13 minutes depuis Orléans.